# Ріхтерсвельд
Ріхтерсвельд (англ. Richtersveld) — гірська пустеля в Північній Капській провінції Південно-Африканської республіки. На її території розташований Ріхтерсвельдський заповідник та однойменний національний парк. З 2007 року є об'єктом світової спадщини ЮНЕСКО.

## Клімат
Клімат є досить суворий. Температура сильно коливається як впродовж доби, так і протягом року. Трапляються морози взимку, а влітку денні температури досягають 53 °C, в той час, як ночі холодні, що спричиняють випадіння роси. На більшій частині території Ріхтерсвельду взимку падають дощі, в основному, з травня по вересень, в горах можливі грози. Такий клімат сприяє утворенню унікальної екосистеми.

## Флора та фауна
В парку є 650 видів рослин, в тому числі найбагатша у світі колекцій сукулентів, що формують унікальну екосистему Карру. Понад 350 видів рослин є ендеміками. Зокрема, в парку є багато видів алое.
Парк є чудовим місцем для спостереження за птахами та тваринами в середовищі їх проживання (англ. Birdwatching). Зокрема, тут можна спостерігати за різними видами антилоп, гірськими зебрами, бабуїнами, пустельними каракалами, плямистими пантерами.

## Галерея

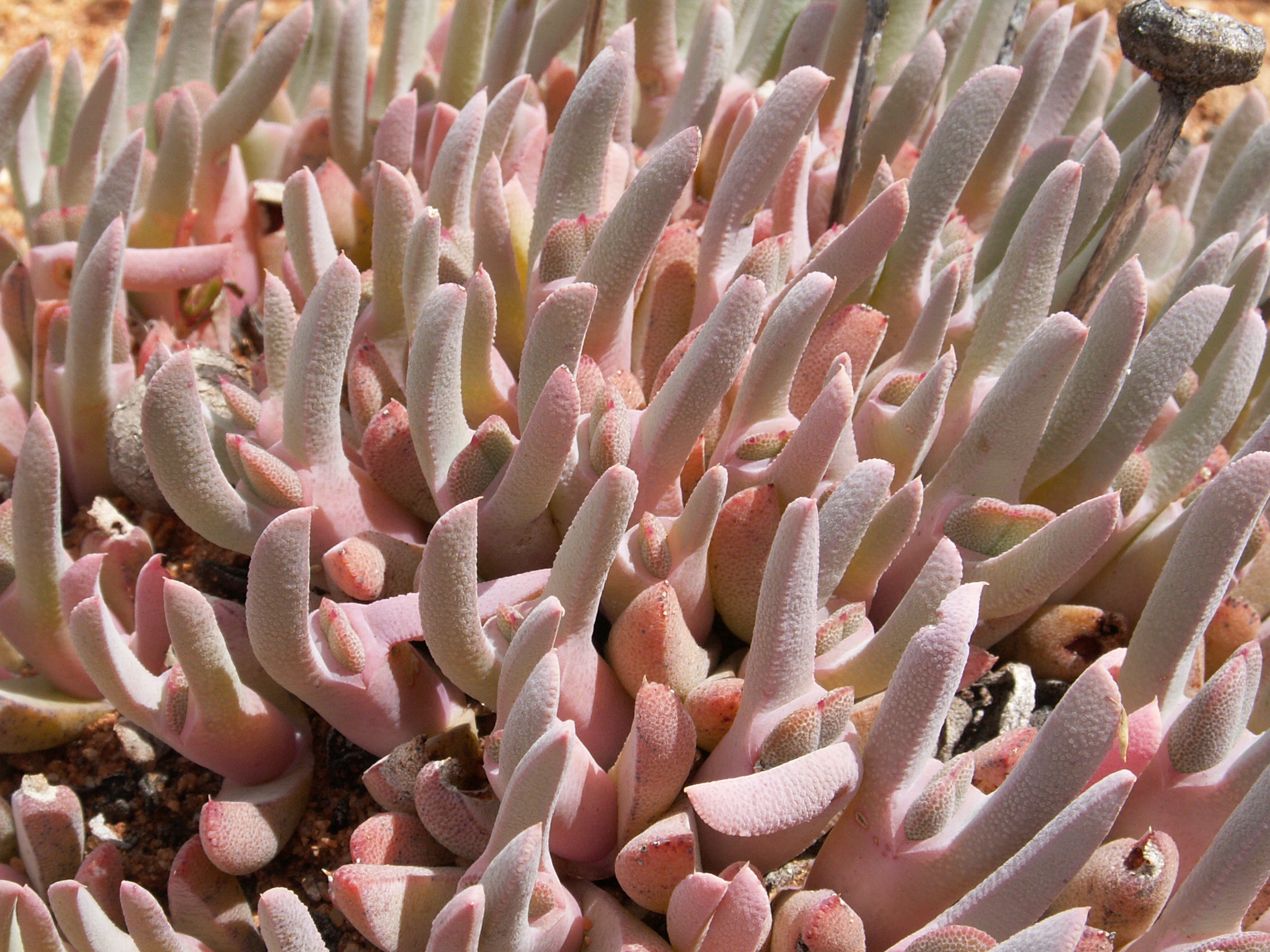
Cheiridopsis denticulata
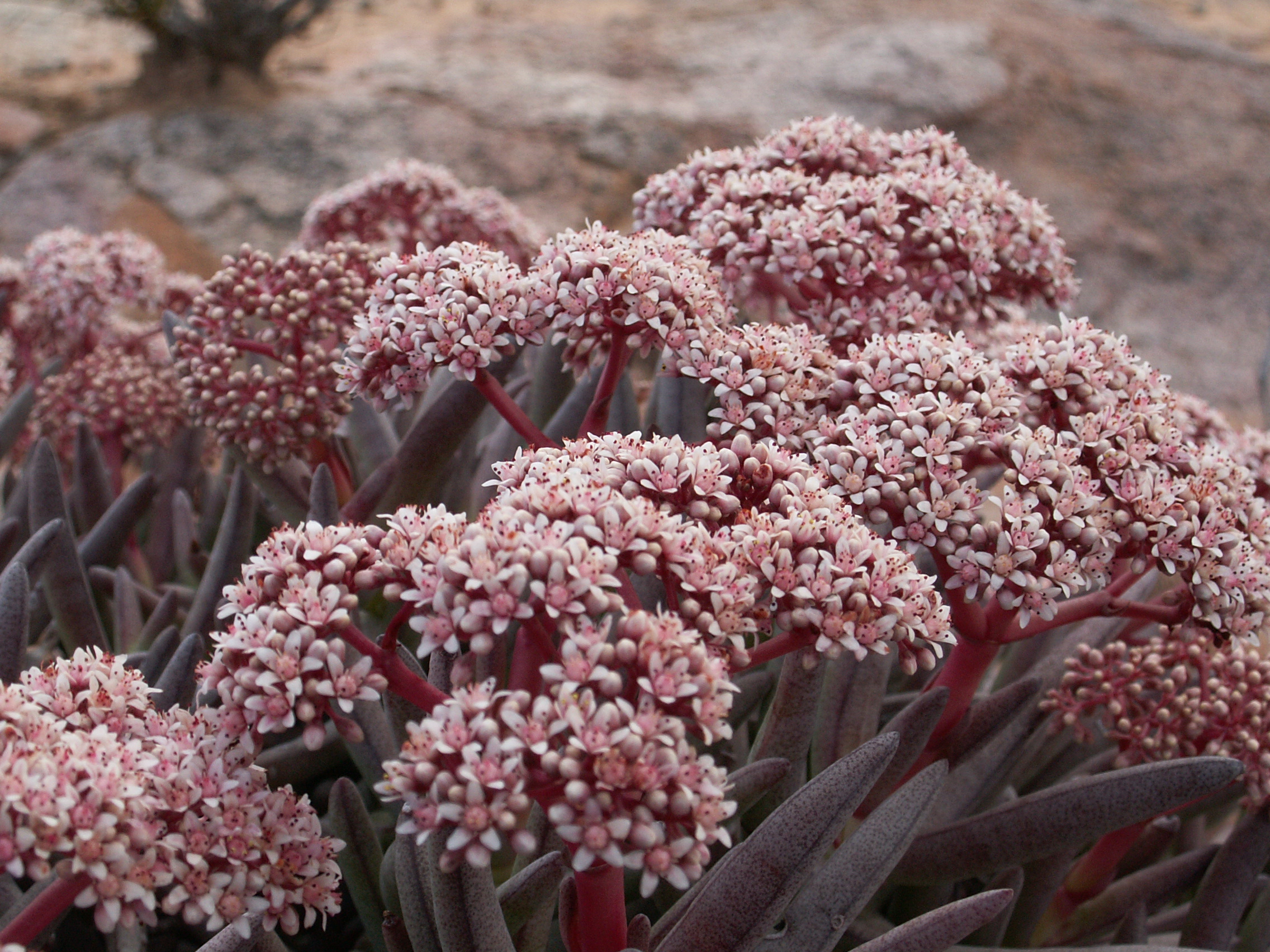
Crassula macowaniana
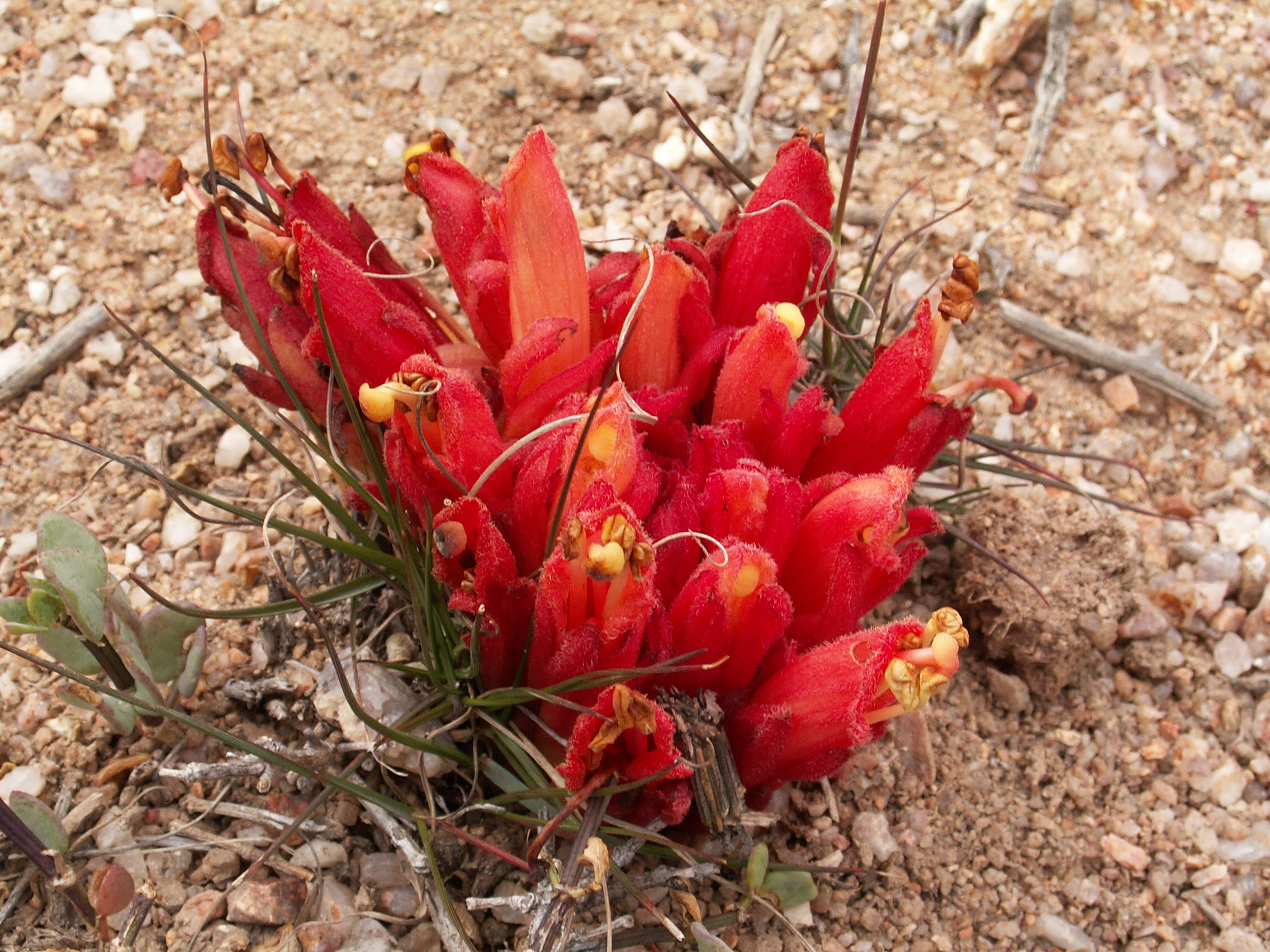
Hyobanche sanguinea